# كونفرانسو (أين)
كونفرانسو (بالفرنسية: Confrançon)‏ هي بلدية فرنسية تقع في إقليم الأين في فرنسا. رمز إنسي لها هو:1115. أما الرمز البريدي لها فهو: 1310.